# Putting It Over (film 1919)
Putting It Over è un film muto del 1919 diretto da Donald Crisp. La sceneggiatura di Marion Fairfax si basa su un soggetto di George Weston. Prodotto dalla Famous Players-Lasky Corporation e distribuito dalla Paramount, il film aveva come interpreti Bryant Washburn e Shirley Mason.

## Trama
Robert Marsh, conosciuto da tutti con il soprannome affettuoso di Buddy anche perché è un burlone, lascia la piccola città dov'è nato ed è cresciuto per andare a cercare fortuna a New York. Il lavoro che trova, però, non lo fa certo ricco: guadagnando solo dodici dollari la settimana, si accorge presto che non sono sufficienti per pagare regolarmente neanche l'affitto della pensione dove vive. La signora Peeler, la sua padrona di casa, è indulgente con lui, dato che Buddy piace a sua figlia June. Il giovanotto accompagna miss Peeler al ballo dato dai commessi di drogheria dove, in seguito a uno dei suoi usuali scherzi, Mary Stacey, la bibliotecaria, cade svenuta tra le sue braccia. Buddy si innamora di lei e la accompagna a casa, lasciando miss Peeler affidata a un amico. Sebbene Mary si renda conto che il progetto di Buddy di poter guadagnare cinquanta dollari a settimana sia sono un sogno, accetta di sposarlo. La signora Peeler, intanto, irritata dalla scortesia del giovane nei riguardi di sua figlia, gli chiede gli arretrati dell'affitto. Non solo: a causa dello scarso volume degli affari invernali, Buddy viene licenziato e perde il lavoro. Riesce però a convincere il suo capo a investire in una campagna pubblicitaria che attira folle di clienti. Può così sposare Mary che, consapevole delle difficoltà finanziarie della nuova famiglia, ha deciso di continuare a lavorare anche lei per aiutare a dare una mano in casa.

## Produzione
Il film, prodotto dalla Famous Players-Lasky Corporation, venne girato con il titolo di lavorazione The Village Cut-Up.

## Distribuzione
Il copyright del film, richiesto dalla Famous Players-Lasky Corp., fu registrato il 5 maggio 1919 con il numero LP13696.
Distribuito dalla Paramount Pictures e dalla Famous Players-Lasky Corporation, il film - presentato da Jesse L. Lasky - uscì nelle sale cinematografiche statunitensi il 1º giugno 1919. In Svezia, fu distribuito il 7 febbraio 1921 con il titolo Klara skivan.
Non si conoscono copie ancora esistenti della pellicola che viene considerata presumibilmente perduta.